# Cilix algirica
Cilix algirica is een vlinder uit de familie eenstaartjes (Drepanidae). De wetenschappelijke naam is voor het eerst geldig gepubliceerd in 2006 door Leraut.
De soort komt voor in Europa.